# Bottighofen
Bottighofen ist eine Gemeinde und eine Ortschaft im Bezirk Kreuzlingen des Kantons Thurgau in der Schweiz. Bottighofen war von 1803 bis 1993 eine Ortsgemeinde der ehemaligen Munizipalgemeinde Scherzingen und ist seit 1994 eine eigene politische Gemeinde.

## Geographie
Bottighofen liegt am Südwestufer des Obersee genannten Teils des Bodensees. Die Nachbargemeinden von Bottighofen sind Kreuzlingen, Münsterlingen und Lengwil. Der tiefstgelegene Punkt des Gemeindegebiets ist das Seeufer im Norden auf ca. 396 m ü. M., der höchstgelegene liegt auf dem Aggerhau an der Südgrenze der Gemeinde auf 481 m ü. M.

## Geologie
Die Geologie von Bottighofen und Umgebung ist geprägt von den Ablagerungen und den landschaftsbildenden Prozessen der letzten Eiszeit. Das ganze Gebiet wird bedeckt von einer wenige bis viele Meter mächtigen Grundmoräne, deren Zusammensetzung sowohl von der Korngrösse (ton bis Findling) wie auch vom Gesteinsmaterial her sehr vielfältig ist. Auf dieser Moränendecke bildeten sich deshalb fruchtbare Böden mit einem günstigen Wasserhaushalt, die sich vorzüglich für die Landwirtschaft eignen.

## Geschichte

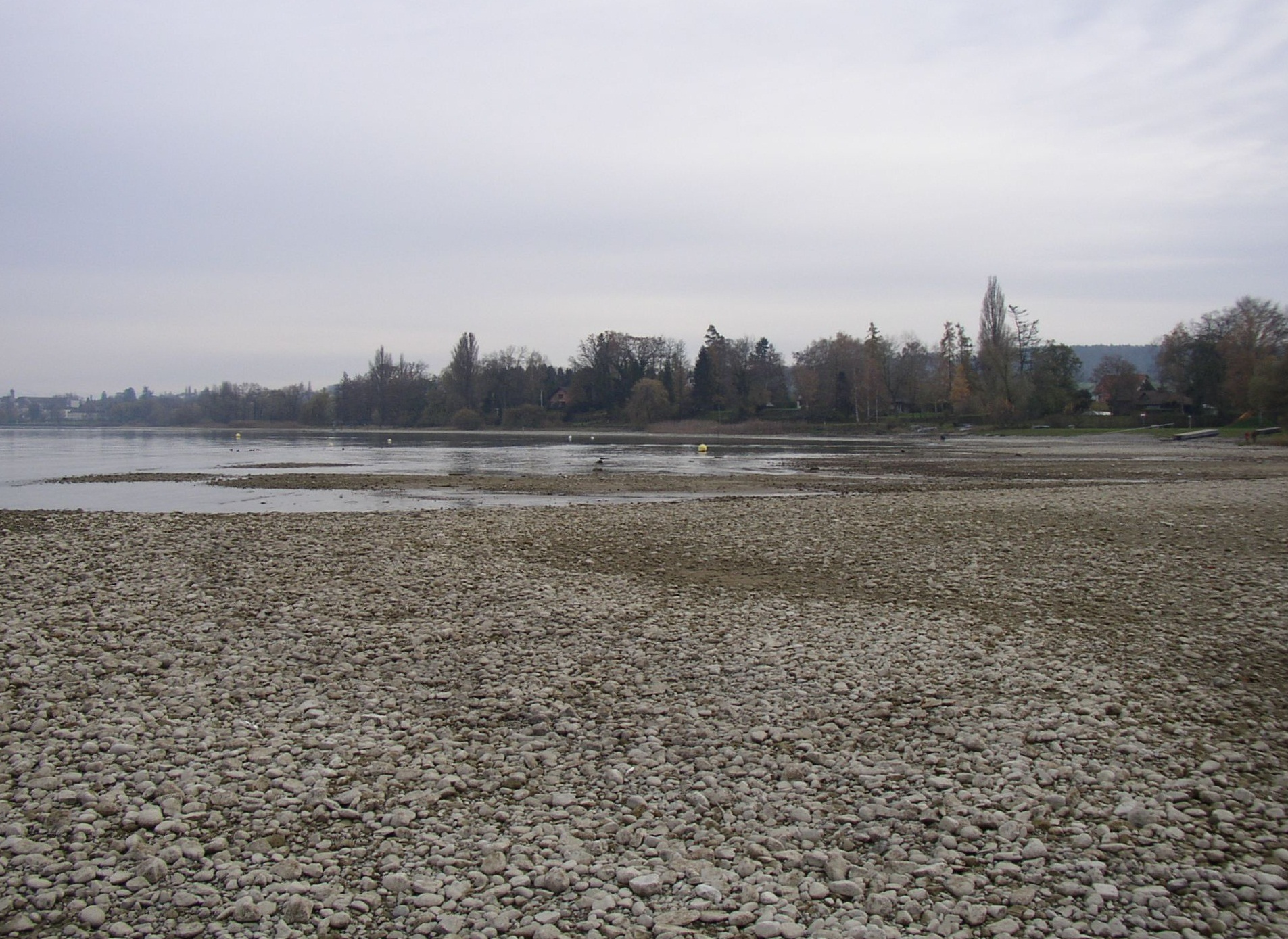
Bodensee bei Bottighofen

Die ältesten Funde, welche in Bottighofen gefunden wurden, stammen aus der Jungsteinzeit. Daraus schliesst man, dass sich an dem damals dicht bewaldeten Ufer des Sees Pfahlbauten befunden hatten. Vereinzelte Funde aus der Bronzezeit gelangten nach Frauenfeld und Zürich. Ein in Bottighofen gefundenes Bronzebeil wird heute im Rosgartenmuseum in Konstanz aufbewahrt.
Zur späten Bronze- und frühen Eisenzeit lag Bottighofen im Gebiet der Helvetier. Durch die Niederlage der Helvetier gegen die Römer bei der Schlacht bei Bibracte geriet auch das Gebiet um Bottighofen während 500 Jahren unter die Herrschaft Roms und wurde somit romanisiert. Die Römer bauten in der Bodenseeregion Strassen, Kastelle, Gutshöfe und Städte. Doch im Laufe der ersten Jahrhunderte mussten sich die Römer zurückziehen, und die Alemannen nahmen Besitz von diesem Land. Im frühen Mittelalter führten machtpolitische Begebenheiten zu Umwälzungen und Verschiebungen. Es bildeten sich Gaue, so der Thurgau, der vom Bodensee bis an den Zürichsee reichte.
Der Name von Bottighofen enthält den germanischen Personennamen Botto oder Potto. Der älteste Beleg lautet Pottinichovum und bedeutet bei den Höfen der Pottinge, den Nachfahren eines Botto oder Potto. Im Jahre 830 wird der Name Bottighofen erstmals urkundlich erwähnt in einer Pergamenthandschrift des Klosters St. Gallen vom 4. April 830, in der ein Immo (Personenname) dem Kloster St. Gallen alle seine Besitztümer übertrug. Die nächste Urkunde stammt aus dem Jahre 837. Abt Bernwig verleiht an Nidhart und Engilsind den von ihnen an St. Gallen übertragenen Besitz zu Bottighofen gegen Zins. 1083 wird Waceli de botinhoven unter anderem als Zeuge in einer Urkunde einen Tausch zweier Güter betreffend zwischen dem Kloster Allerheiligen zu Schaffhausen und einem Manno Tuto von Wagenhausen genannt.

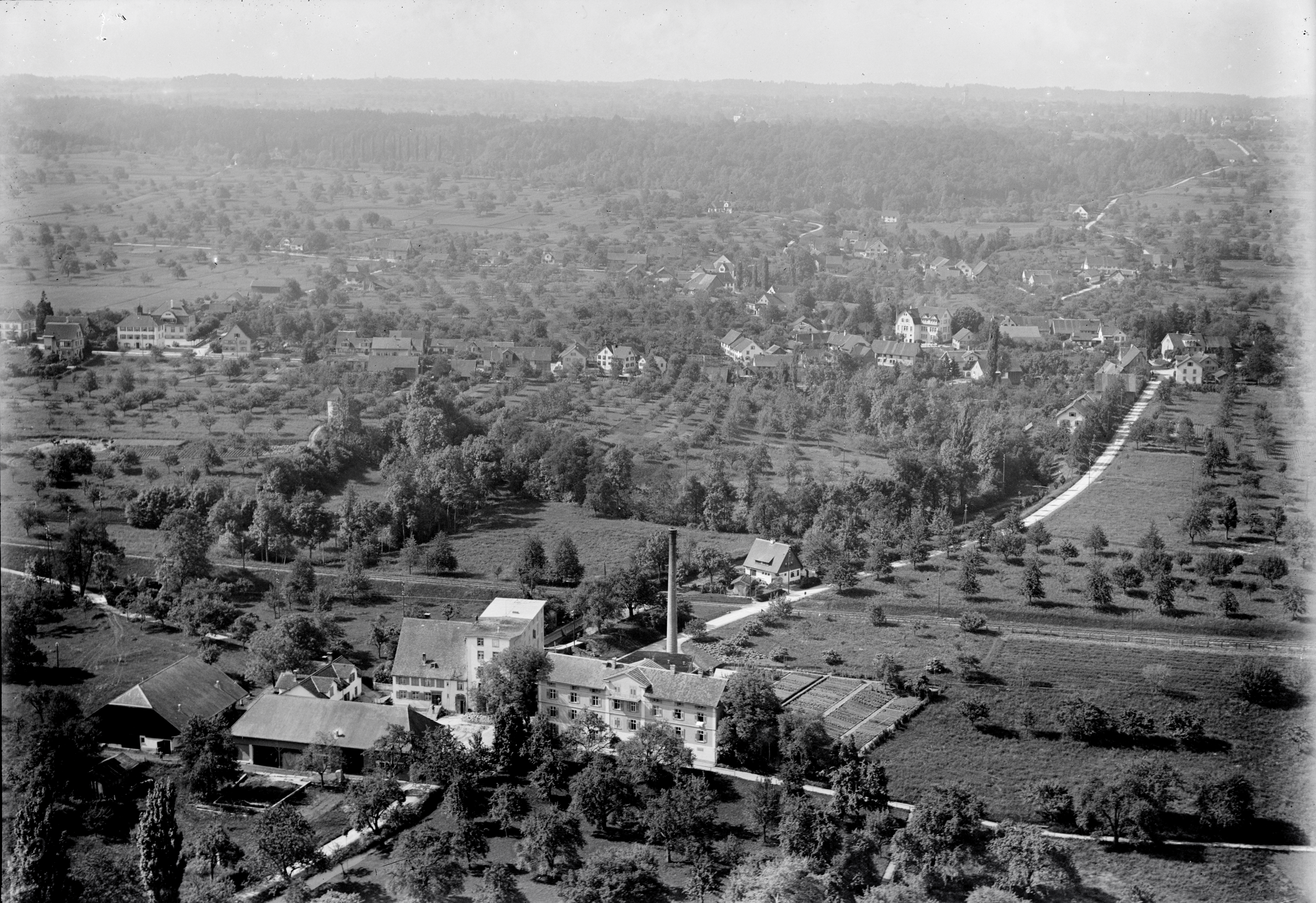
Bottighofen im Jahr 1924. Vorne die Untere Mühle, dahinter die damals noch nicht elektrifizierte Seelinie der SBB, im Hintergrund Bottighoferwald

Grundherr war vom Hochmittelalter bis ins 19. Jahrhundert das Kloster Münsterlingen. Gerichtlich gehörte Bottighofen bis 1798 zur Vogtei Eggen. Bottighofen lag in der Pfarrei Münsterlingen, die nach der Wiederaufnahme des Klosterlebens 1549/51 wiederhergestellt wurde. 1594 erfolgte die Zuteilung der mehrheitlich reformierten Einwohner zur Pfarrei Scherzingen.

Untere Mühle in der Zwischenkriegszeit

Um vier Mühlen am Stichbach entstanden die zum Teil noch erhaltenen historischen Siedlungskerne.
Am 10. Januar 1800 erschienen vor Bottighofen elf bewaffnete Schaluppen, und der Kommandant der österreichischen Flotte liess das Feuer eröffnen. Das waren bis zum Ersten Weltkrieg die einzigen kriegerischen Ereignisse auf dem See. Im 19. Jahrhundert wurden Müllerei, Acker- und Rebbau sowie Wein- und Holzhandel (Schifflände) betrieben.
Im 20. Jahrhundert siedelten sich einige Kleinunternehmen in Bottighofen an. 1990 waren 35 % der Erwerbstätigen im zweiten und 57 % im dritten Wirtschaftssektor beschäftigt. Die nach Kreuzlingen und Konstanz orientierte Gemeinde erlangte ihre politische Selbstständigkeit dank des starken Wachstums seit 1960, das unter anderem zum Bau von Hafen, Dorfzentrum und neuen Wohnquartieren führte.

## Wappen
Blasonierung: In Weiss ein durchgehendes rotes Tatzenkreuz, das oben rechts einen schwarzen, silberbereiften Reichsapfel einschliesst.
Das Tatzenkreuz in den umgekehrten Farben des Klosters erinnert an die engen Beziehungen zwischen Bottighofen und dem Kloster Münsterlingen. Der Reichsapfel verweist auf die Zugehörigkeit der Gemeinde zur Vogtei Eggen.

## Bevölkerung
| Hier fehlt eine Grafik, die leider im Moment aus technischen Gründen nicht angezeigt werden kann. Wir arbeiten daran! |

|                     | 1850 | 1900 | 1950 | 1990 | 2000 | 2010 | 2018 | 2023 |
| ------------------- | ---- | ---- | ---- | ---- | ---- | ---- | ---- | ---- |
| Politische Gemeinde |      |      |      |      | 1684 | 2096 | 2219 | 2681 |
| Ortsgemeinde        | 483  | 488  | 572  | 1156 |      |      |      |      |

Von den insgesamt 2681 Einwohnern der Gemeinde Bottighofen am 31. Dezember 2023 waren 995 bzw. 37,1 % ausländische Staatsbürger. 786 (29,3 %) waren evangelisch-reformiert und 646 (24,1 %) römisch-katholisch.

## Wirtschaft
Im Jahr 2016 bot Bottighofen 661 Personen Arbeit (umgerechnet auf Vollzeitstellen). Davon waren 0,7 % in der Land- und Forstwirtschaft, 11,4 % in Industrie, Gewerbe und Bau sowie 87,9 % im Dienstleistungssektor tätig.

## Stichbach
Der Stichbach ist ein Bach, welcher sich durch den Bottighoferwald und durch Bottighofen zieht. Am 14. Juni 1999 trat der Stichbach über die Ufer. Heftige lokale Niederschläge im Einzugsgebiet des Stichbaches führten zu einem schnellen Anstieg des Baches. Viel Gehölz wurde durch die Wassermassen mitgerissen und verstopfte die Durchlässe unter den Brücken. Das Wasser setzte die Stromversorgung für das ganze Dorf ausser Betrieb und überschwemmte mehrere Liegenschaften im Bereich Rüti, Obere Mühle, Brunnenstrasse und Hauptstrasse. Dieses Jahrhundertereignis führte zu genaueren Untersuchungen des ganzen Bachlaufes. So wurde am 24. August 1999 durch die Gemeindeversammlung ein Kredit über 2,5 Mio. Franken für die Sanierung des Baches und dessen Renaturierung gesprochen.

## Sehenswürdigkeiten

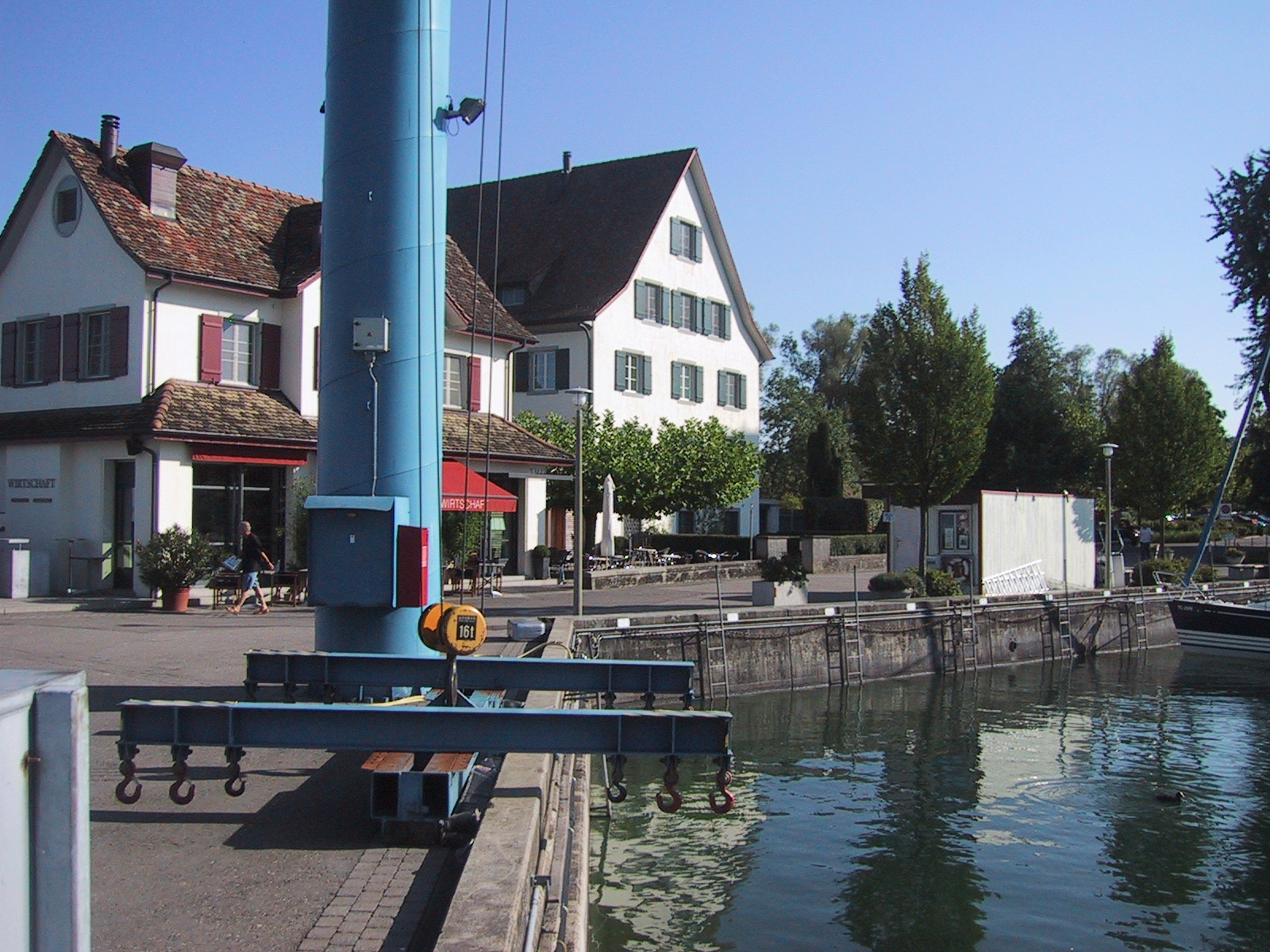
Hafen Bottighofen mit dem Schlössli im Hintergrund

In Bottighofen gab es vier Mühlen. Drei von diesen waren am Oberlauf des Stichbaches, die vierte (Untere Mühle) war am Ende des Stichbaches beim Auslauf zum Bodensee. Da alle vom gleichen Gewässer abhängig waren, gab es oft Streit unter den Müllern.
Das Schlössli, ehemaliges Restaurant und Hotelbetrieb, ist heute ein Wohnhaus. Die Wirtschaft am Schlössli wird im ehemaligen Hafenmeistergebäude geführt.

## Bilder

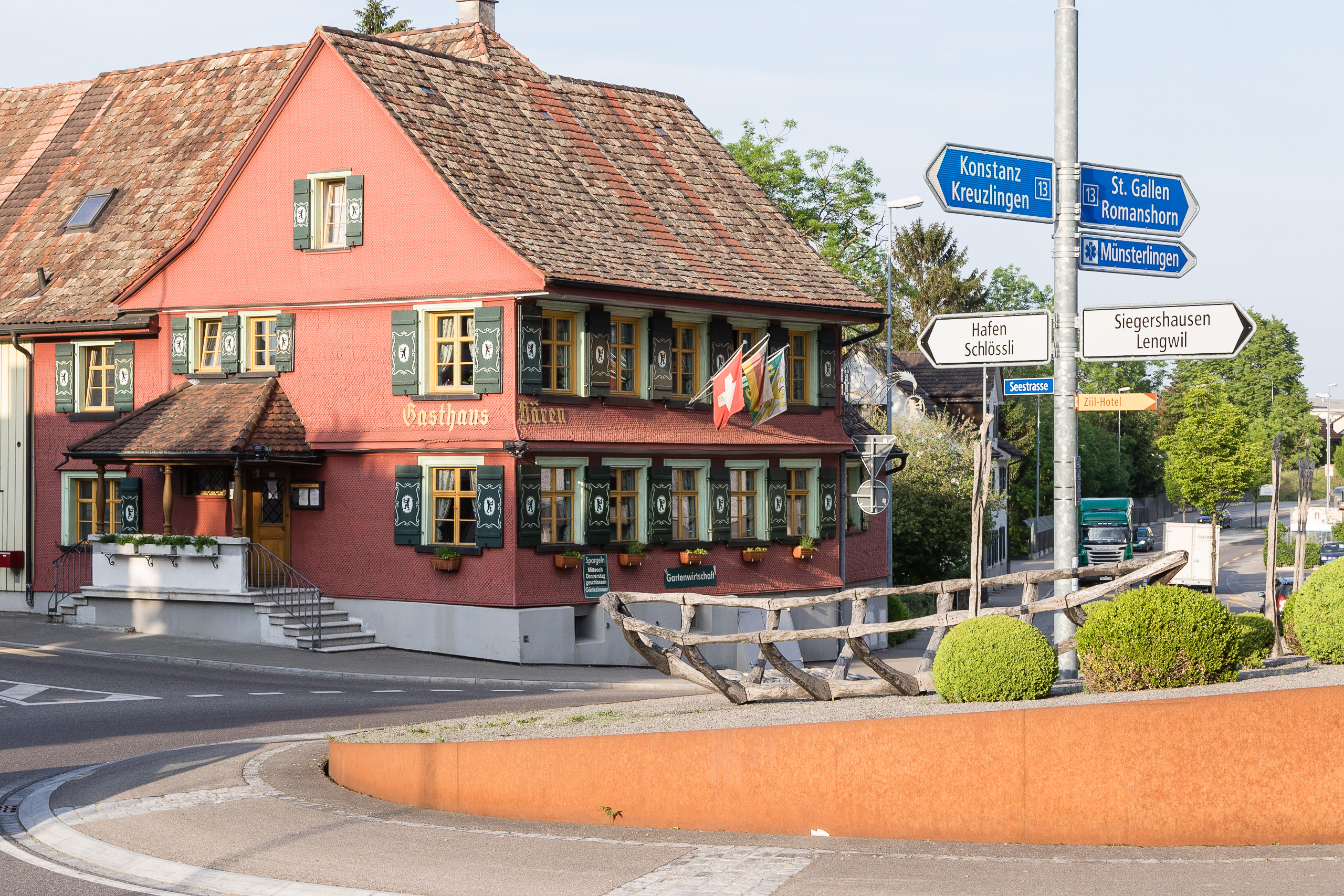
Gasthof Bären und Kreisel am Ortseingang
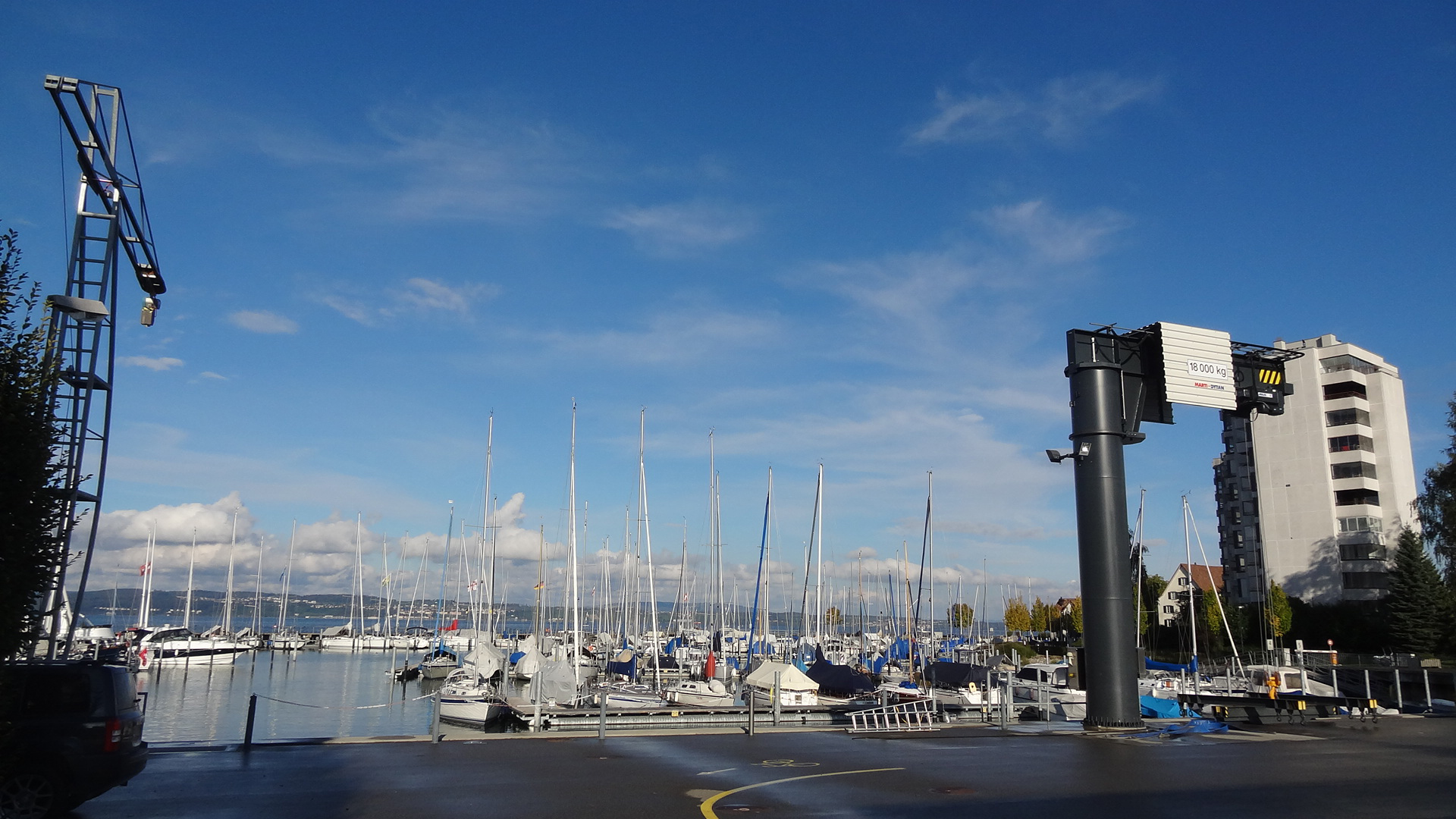
Bootshafen
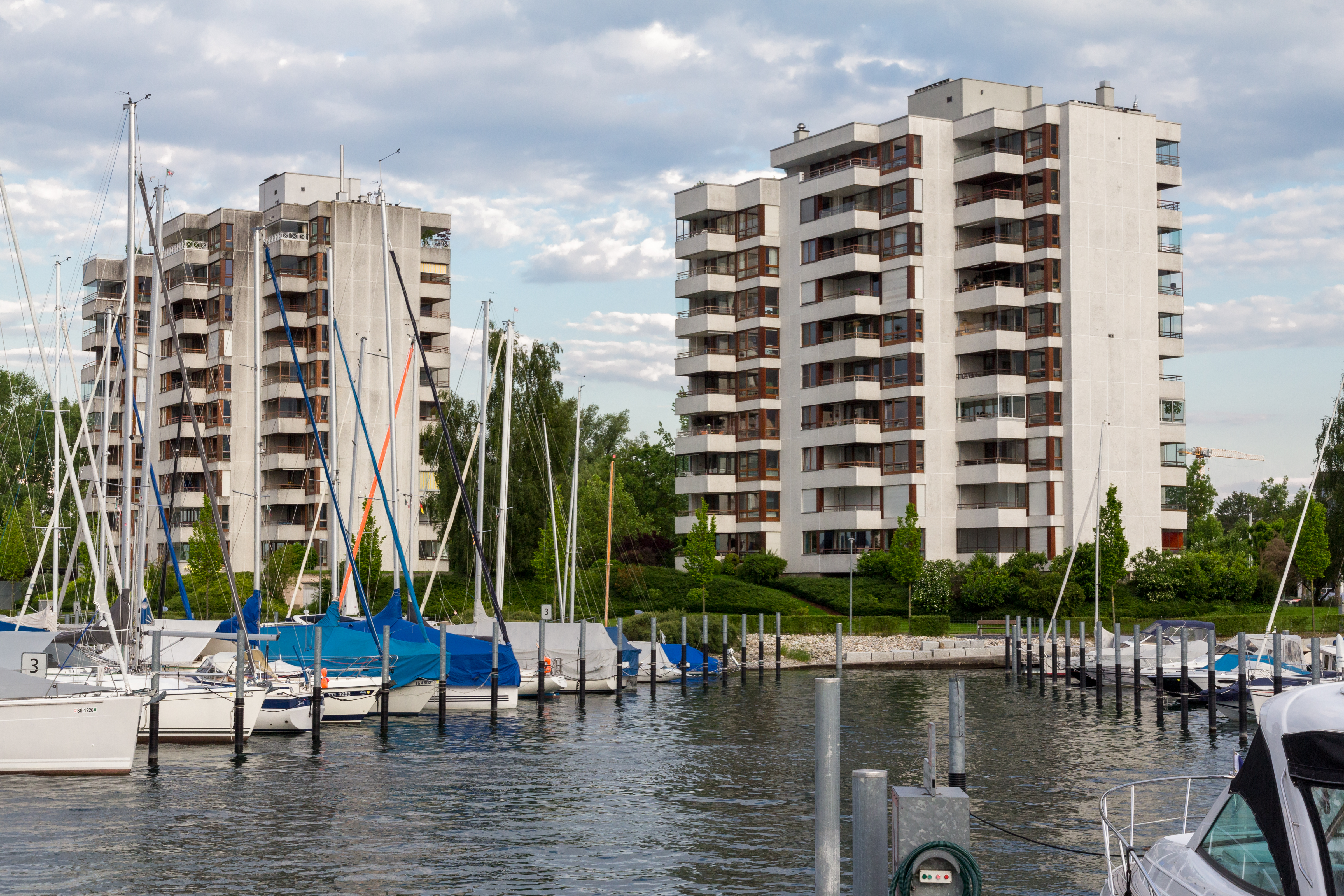
Ortsbildprägend: die beiden Hochhäuser am Bootshafen
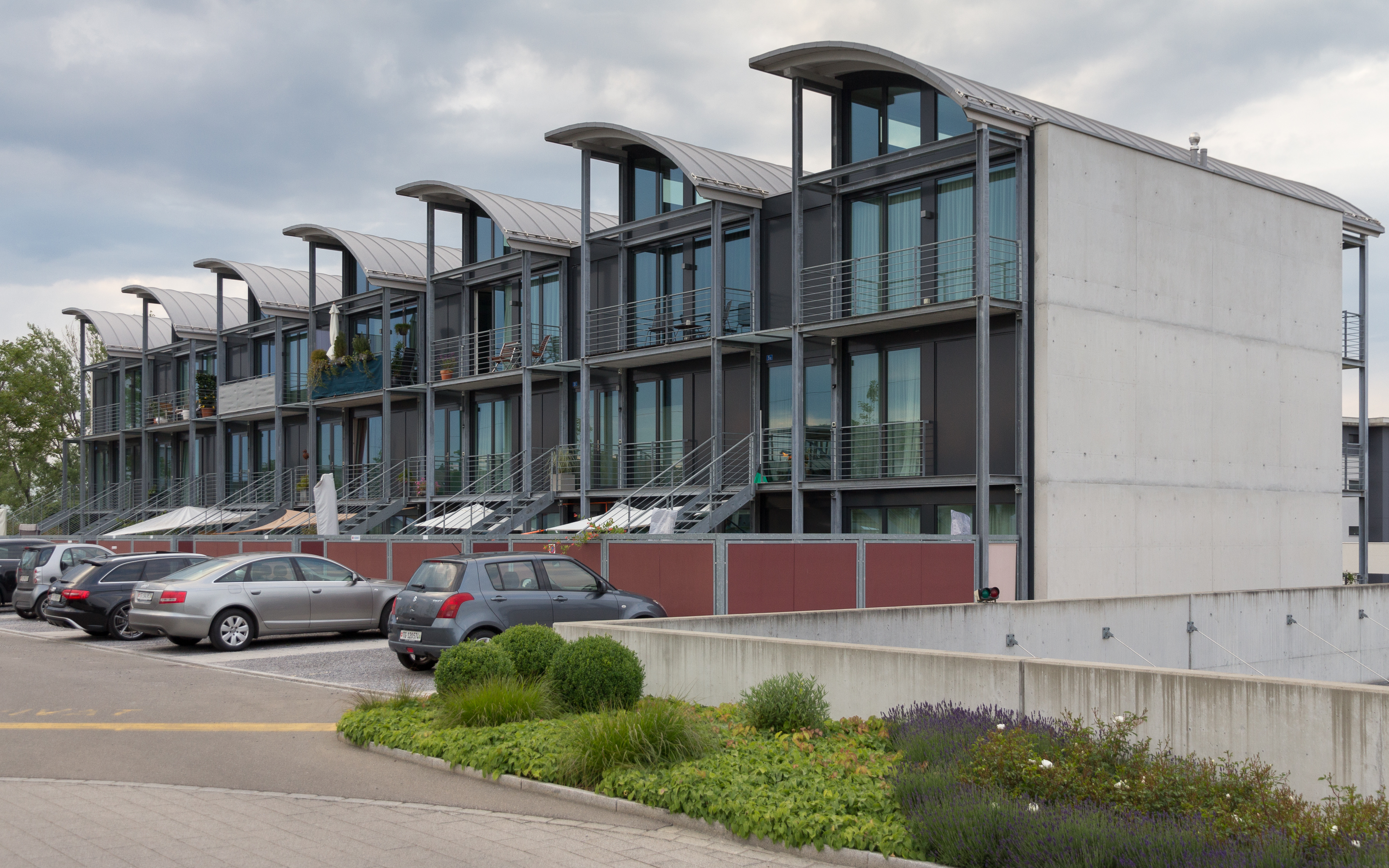
«Langhaus» Untere Mühle
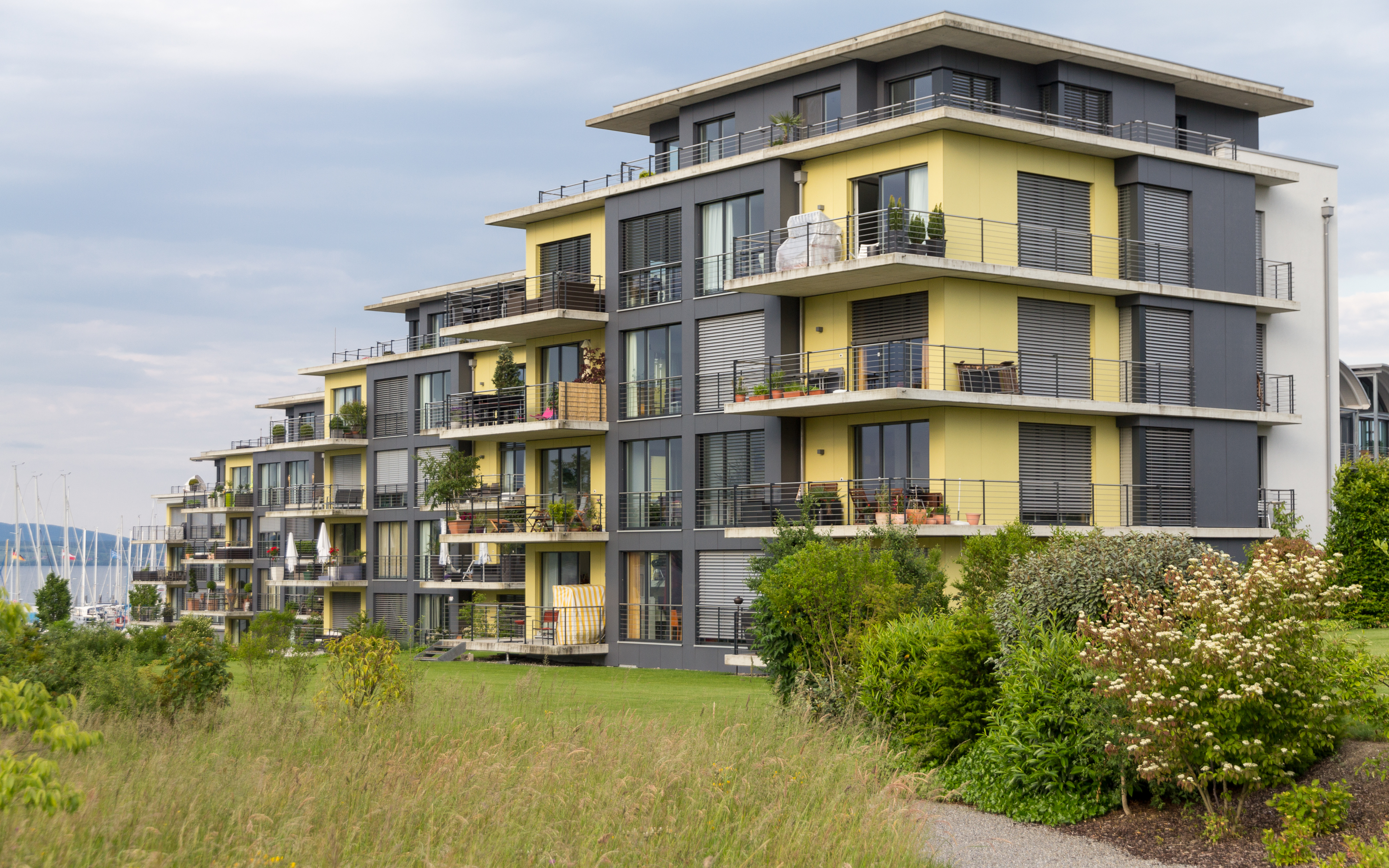
Mehrfamilienhäuser «Mühlenpark»

## Söhne und Töchter der Stadt
- Hans Munz (1916–2013), Politiker (FDP) und Rechtsanwalt

## Persönlichkeiten
- Hans Munz (1916–2013), Politiker (FDP) und Rechtsanwalt
- Bernd Rüthers (1930–2023), deutscher Rechtswissenschaftler, Rektor der Universität Konstanz von 1991 bis 1996
- Hagen Klein (* 1949), deutscher Motorradrennfahrer
- Werner Ebke (* 1951), deutscher Rechtswissenschaftler, Vorstandsmitglied der Stiftung Lindauer Nobelpreisträgertagungen
- Bernd Schneider (* 1964), deutscher Automobilrennfahrer (DTM)
- Bert Grabsch (* 1975), deutscher Radrennfahrer
- Alex Müller (* 1979), deutscher Automobilrennfahrer (GT2)
- Markus Keller (* 1982), Snowboarder